# Чобанлы, Исмаил Джеват
Исмаил Джеват (тур. İsmail Cevat, 14 сентября 1870 — 13 марта 1938), впоследствии взявший фамилию Чобанлы (тур. Çobanlı) — военачальник Османской империи.

## Биография
Исмаил Джеват родился в Стамбуле в 1870 году. Он учился в Галатасарайском лицее, в 1893 году окончил Военную академию с присвоением звания капитана. Получив назначение в султанскую гвардию, он стал очень быстро продвигаться по служебной лестнице, и стал генералом. Однако во время военной реформы 1908 года некоторые офицеры, которые продвигались по службе подозрительно быстро, были понижены в званиях, в их число попал и Исмаил Джеват.
Перед Балканской войной Исмаил Джеват был директором Академии генерального штаба. С началом войны он был назначен начальником штаба Восточной армии, вновь став генералом.
После вступления Турции в Первую мировую войну Исмаил Джеват был назначен начальником Укреплённого района Чанаккале. Именно подготовленная им система обороны позволила остановить наступление войск Антанты во время Дарданелльской операции. После окончания боёв в Галлиполи Исмаил Джеват-паша служил в Галиции и Палестине, затем был назначен командующим 7-й армией. После подписания перемирия был арестован Союзниками и заключён в тюрьму на Мальте, однако впоследствии был освобождён и вернулся на родину, где стал членом Высшего военного совета Турции.